# Cures (Sarthe)
Cures ist eine französische Gemeinde mit 490 Einwohnern (Stand: 1. Januar 2022) im Département Sarthe in der Region Pays de la Loire. Sie gehört zum Arrondissement Mamers und zum Kanton Loué (bis 2015: Kanton Conlie). Die Einwohner werden Curois genannt.

## Geographie
Cures liegt etwa 18 Kilometer nordwestlich von Le Mans. Umgeben wird Cures von den Nachbargemeinden Conlie im Norden und Nordwesten, Domfront-en-Champagne im Norden, Lavardin im Osten, Degré im Südosten, La Quinte im Süden und Südosten sowie Bernay-Neuvy-en-Champagne im Süden und Süden.

## Bevölkerungsentwicklung
| Jahr                      | 1962 | 1968 | 1975 | 1982 | 1990 | 1999 | 2006 | 2013 |
| Einwohner                 | 426  | 451  | 413  | 340  | 400  | 473  | 528  | 521  |
| Quelle: Cassini und INSEE |      |      |      |      |      |      |      |      |

## Sehenswürdigkeiten

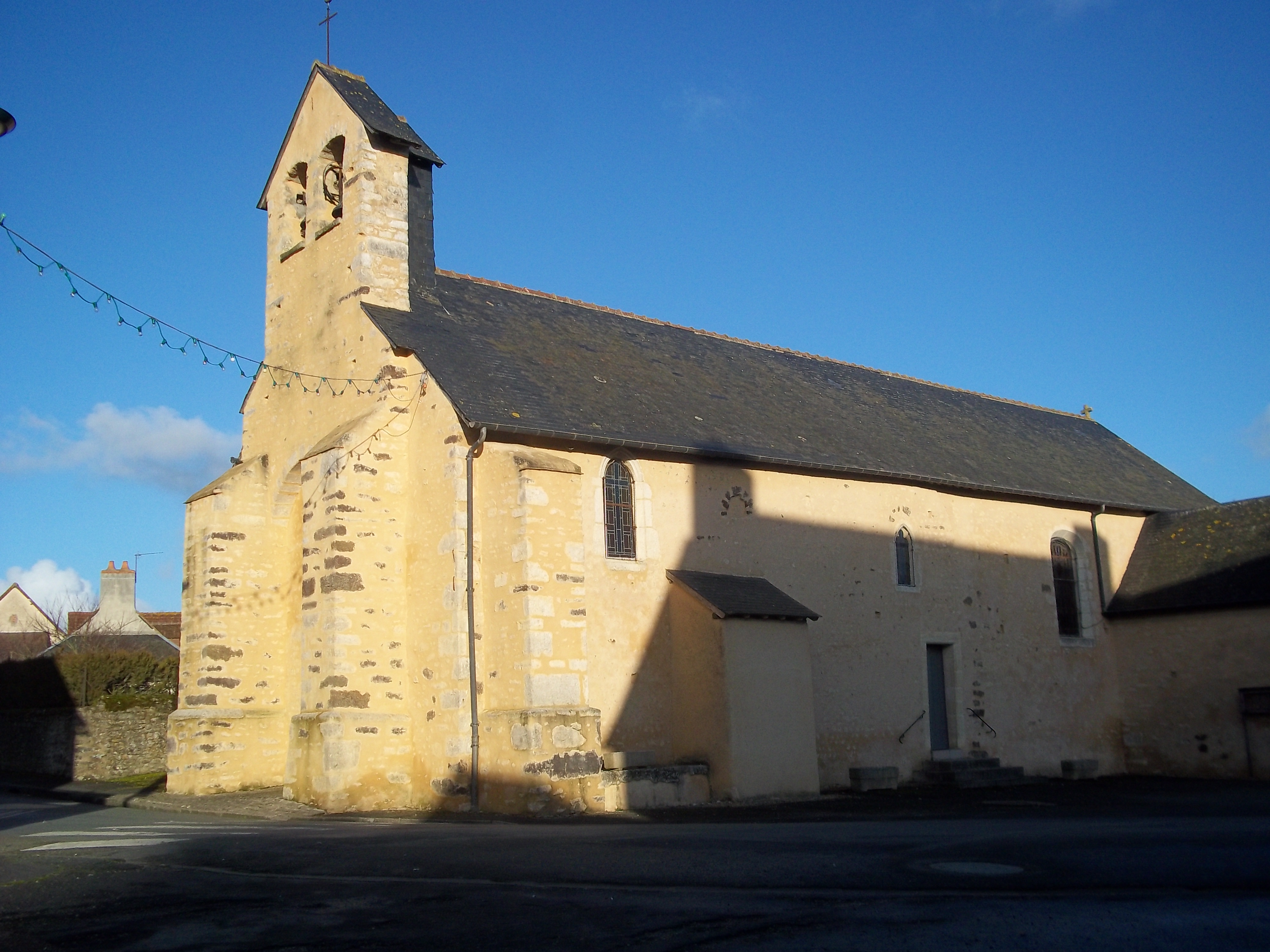
Kirche Saint-Martin

- Kirche Saint-Martin